# 2562 Шаляпін
2562 Шаляпін (2562 Chaliapin) — астероїд головного поясу, відкритий 27 березня 1973 року.
Тіссеранів параметр щодо Юпітера — 3,225.